# انکور سافت‌ور
انکور سافت‌ور (انگلیسی: Encore Software) شرکت نرم‌افزار آمریکایی است، که در سال ۲۰۰۸ تأسیس شد.